# Cascina Antonietta
Cascina Antonietta is een metrostation in de Italiaanse plaats Gorgonzola dat werd geopend op 13 april 1985 en wordt bediend door lijn 2 van de Milanese metro.

## Geschiedenis
In 1959 werd een plan goedgekeurd om de interlokale tram tussen Milaan en het Addadal buiten de stad op vrije baan te brengen in verband met toenemende hinder van het overige wegverkeer. Aanvankelijk wilde de ATM de lijn door laten lopen tot Bergamo, maar onder druk van de luchtvaartsector werd Villa Fornaci het oostelijke eindpunt. De vrije baan  die tussen 1962 en 1968 werd gebouwd had Gorgonzola als oostelijke eindpunt. Ten oosten van Gorgonzola volgde de sneltram het tracé over straat uit 1878. Nadat in 1972 de vrije baan was opgegaan in metrolijn 2 bleek Gorgonzola niet geschikt als eindpunt voor de metro en een jaar later werd alsnog begonnen met de bouw van het deel naar Villa Fornaci, met Cascina Antonietta als enige tussenstation. Op 13 april 1985 werd het nieuwe eindpunt in Villa Fornaci onder de naam Gessate geopend. Cascina Antonietta is met 600 reizigers per dag het rustigste station van de Milanese metro. Uitzondering hierop vormt 2014 toen het insprong voor Gessate als eindpunt. 

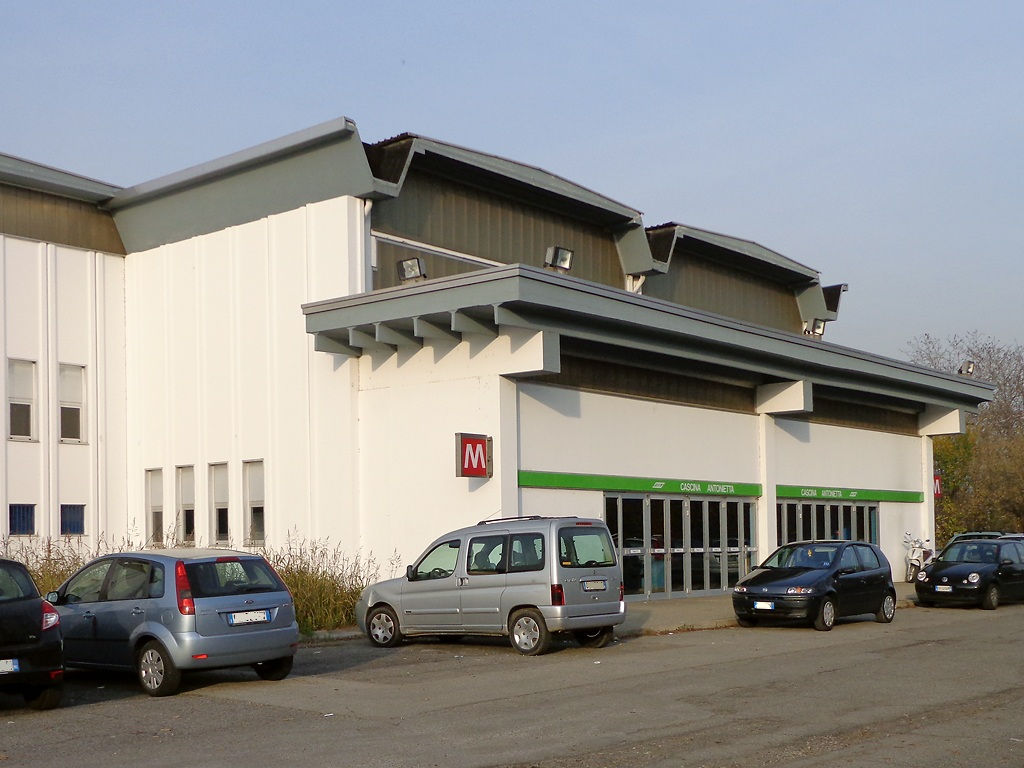
De ingang van het station
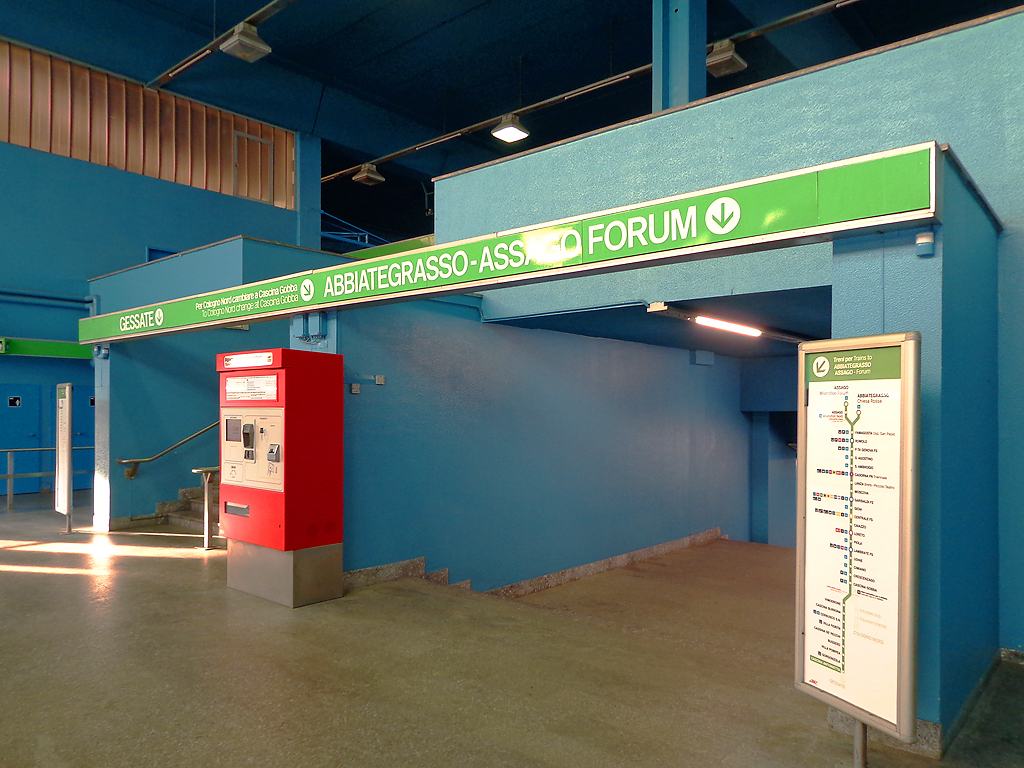
Trap en tunnel aan de kant van de stationshal

## Ligging en inrichting
De twee oostelijkste stations van de lijn, waaronder Cascina Antonietta, zijn gebouwd als loods met inpandige perrons. Het gebouw van drie lagen hoog is op de beganegrond toegankelijk vanaf het parkeerterrein voor de zuidgevel. De perrons liggen op de eerste verdieping in de eigenlijke loods, reizigers in de richting van de stad gaan door een tunnel en vaste trappen van en naar de stationshal.  Reizigers naar Gessate moeten tussen perron en stationshal gebruikmaken van een vaste trap. Het stationshal ligt op de noordoost punt van de bebouwde kom van Gorgonzala bij de wijk Cascina Antonietta. Ten oosten van het station kruist metro de toerit van en de oostelijke ringweg van Milaan. Ten westen van het station ligt tussen de doorgaande sporen een derde spoor dat toegang biedt tot de inrit van het depot. Het zuidelijke spoor ligt daar op een talud zodat het verkeer tussen depot en station conflict vrij kan plaatsvinden. In verband met de ligging buiten Milaan zijn de interlokale tarieven van toepassing.